# Павловск (Санкт Петербург)
Павловск (рус. Павловск) град је у северозападној Русији који спада под административни округ Санкт Петербург. Град се налази у Пушкинском рејону (рус. Пу́шкинский райо́н) Санкт Петербурга.

## Историја
Дрвену тврђаву у данашњем Павловску подигли су Руси и била је позната најмање од 13. века као део административне поделе Новгородске земље. Тврђаву и цео регион су касније заузели Швеђани. Дана 13. августа 1702, руска војска коју су предводили Петар Велики и Фјодор Апраксин срела је Швеђане код реке Ижоре и потиснула их у тврђаву. Неколико дана, шведска војска је појачавала своје положаје, али је протерана изненадним фронталним нападом.
Павле I, страствени обожавалац војске, дуго је сањао да изгради камену тврђаву на рушевинама шведских тврђава. Након што је постао цар, 1796. године, ангажовао је италијанског архитекту Винченца Брену и прикупио новац за пројекат. До 1798. Брена је подигао готичку тврђаву Бип, која је толико фасцинирала Пола да ју је уписао у војни регистар тврђава. Након смрти Катарине, Павле I и Брена су проширили имање Павловск правим војним касарнама, официрским просторијама и болницом.
Катарина Велика је волела природу у Павловској области и често ју је посећивала ради лова. У децембру 1777. свом сину Павлу I доделила је 362 десетине (977. хектара; 395 ха) земље уз реку Славјанку, заједно са шумама, ораницама и два мала села са сељацима. Поклон Павлу и његовој супрузи Марији Фјодоровној Катарина је даривала поводом рођења њиховог првог сина, будућег руског цара Александра I. Овај датум се сматра датумом оснивања села Павловскоје (име Павловск потиче од Павловог имена на руском, Павел). Катарина је ангажовалу шкотског архитекту Чарлса Камерона, који је за њу раније радио бројне послова у оближњем Царском селу, да пројектује палату и парк у Павловском.
Између 1782. и 1786. Камерон је изградио језгро палате које је опстало до данас те Храм пријатељства, приватне баште, волијеру, колонаду Аполона и авенију. Такође је планирао оригинални пејзаж укључујући огроман енглески парк са бројним храмовима, колонадама, мостовима и статуама. Храм пријатељства био је прва зграда у Павловску, а затим главна палата. Међутим, Камеронов Павловск био је далеко од Павлове визије о томе шта би царска резиденција требало да буде: недостајали су му шанци, утврђења и сви други војни асортимани који су Павлу били драги; „Камерон је створио изразито приватан свет за великог војводу. Палата је могла да припада било коме. не цару руском у чекању.“ Финансијски ограничени, Пол и Марија су пажљиво пратили Камеронов напредак и редовно обуздавали његове далекосежне, скупе планове. Између 1786. и 1789. Камеронове дужности у Павловску прешле су на Брену.
Павле I је лично ангажовао Брену, коју је тада запослио Станислава Костку Потоцког, 1782. године, а користио га је 1783–1785 да визуализује своје архитектонске фантазије. Брена је оставила језгро Камеронове палате нетакнуто, проширивши га бочним крилима; иако је преуредио ентеријере, оне носе трагове Камероновог стила до данас. Међутим, Маријин приватни апартман и војници приказани на уметничким делима у салама палате приписују се само Брени.
Године 1794. становништво Павловског бројало је 300 људи, углавном сељака и дворских слуга. Постојала је камена црква, бесплатна државна школа за сељаке и три болнице: редовна, војна и инвалидска. Касније је у Павловском основана пољопривредна школа и прва руска школа за глуве. Између 1807. и 1810. године у тврђави Бип налазила се школа за глуве. Касније је ту био стациониран војни пук. Позоришне представе су се редовно постављале прво у палати, а од 1794. године у позоришту које је Брена изградила у близини.
Павле I је за своју резиденцију преферирао Гачину, и стога је од 1788. палатом управљала његова супруга која је највише допринела добром стању комплекса. Марија Фјодоровна је уживала у сточарству (и сама је музла краве) и изградила је велику фарму на ивици парка и дрвени павиљон за учење. Била је и вешт уметник, члан Берлинске академије уметности, а њени бројни ручни радови и данас су остали у палати. Њеним трудом у палати је сакупљена велика збирка књига. Године 1796. село је добило статус града и преименовано у Павловск.
После Павлове смрти 1801. године, палата је проглашена резиденцијом његове удовице Марије Фјодоровне. Током тог периода, често су га посећивали познати песници и романописци, укључујући Сергеја Глинку, Николаја Карамзина и Ивана Крилова. Василиј Жуковски је био редован читалац Марије Фјодоровне и наставник руског језика и књижевности за принцезу Шарлоту од Виртемберга, супругу великог кнеза руског Михаила Павловича који је наследио Павловск након смрти Марије Фјодоровне 1828. Павлович је провео детињство у Павловску, због чега је бринуо о граду. Као војно лице, највише је побољшао стање војног корпуса постављеног код Павловска и изградио касарне, коњушнице, ковачнице и радионице. Такође је побољшао путеве у Павловску, донирао значајне износе цркви и основао сиротиште и школу за децу средње класе.
У 19. веку Павловск је постао омиљено летње уточиште добростојећих становника руске престонице. Живот у дачи у Павловску описао је Достојевски у роману Идиот. Да би се олакшао транспорт, прва железница у Русији, Царскоселска железница, изграђена је око 1836. Прве пробне вожње обављене су између Павловска и Царског Села помоћу кочија које су вукли коњи преко шина. Редовни возови на парне локомотиве почели су да саобраћају између Павловска и Санкт Петербурга од маја 1838. године. У циљу промоције железнице, железничка станица у Павловску изграђена је 1836–1838 као забавни центар. Тада су се редовно одржавале вечерње свечаности, а Јохан Штраус Млађи (1856), Франц Лист, Роберт Шуман и Фјодор Шаљапин били су међу познатим личностима које су ту наступале. Станица је названа „Воксхол павиљон“, а њена слава је на крају довела до тога да модификована реч „Вокзал“ уђе у руски језик, са значењем „велика зграда железничке станице“.
Априла 1909. млади официр пуковник Олег Пантјухов, организовао је прву руску извиђачку трупу Беавер (Бобр) у Павловску. Године 1910, генерал Бејден-Поуел, оснивач извиђачког покрета, посетио је Николаја II у Царском селу. Имали су пријатан разговор, а царевићу Алексеју је издата извиђачка значка. Пантјухов је 1914. године основао друштво под називом Руски скаут (Русскии Скаут ). У шуми Павловског парка запаљена је прва руска извиђачка логорска ватра. После Октобарске револуције 1917. и током Руског грађанског рата од 1918. до 1920. године, већина извиђачких вођа и многи извиђачи борили су се у редовима Беле армије и редовима интервенциониста против Црвене армије; извиђачки покрет је стога био негативно посматран у Совјетском Савезу и распуштен је након рата.
После Октобарске револуције 1917. Павловска палата и парк су национализовани и претворени у јавни музеј. У општем предлогу да се замени царско име, град је преименован у Слуцк, по револуционарки Вери Слуцкаји која је умрла у близини места 1917. Касније се у документима често помињао под двоструким именом Слуцк (Павловск), а на крају је поново добио старо име 1944.
Павловск је много страдао од немачке окупације током Другог светског рата (16. септембар 1941 – 24. јануар 1944) – уништен је цео водоводни систем парка и око 70.000 стабала, палата је тешко оштећена у пожару јануара 1944. године, а око 40 % изложби је покрадено или уништено (остатак је евакуисан у Сибир пре доласка Немаца). Старажелезничку станица је била спаљена и потом 1950-их обновљена од стране А. Е. Левинсона. Град је ослобођен као резултат офанзиве Красноје Село-Ропша. Радови на рестаурацији започети су 1944. године и завршени су до 1973. Данас око 1,5 милиона туриста посети Павловск на годишњем нивоу.
Године 1954. Павловск је пребачен под јурисдикцију Санкт Петербурга. Године 1989. уврштен је на Унескову листу светске баштине као део Историјског центра Санкт Петербурга и околних споменика. Године 2003. историјска имена враћена су десетинама улица Павловска које су преименоване у совјетско време.

## Становништво
| 1959.  | 1970.  | 1979.  | 1989.  | 2002.  | 2010.  |
| ------ | ------ | ------ | ------ | ------ | ------ |
| 16.605 | 20.969 | 25.186 | 25.536 | 14.960 | 16.087 |